# Тарен

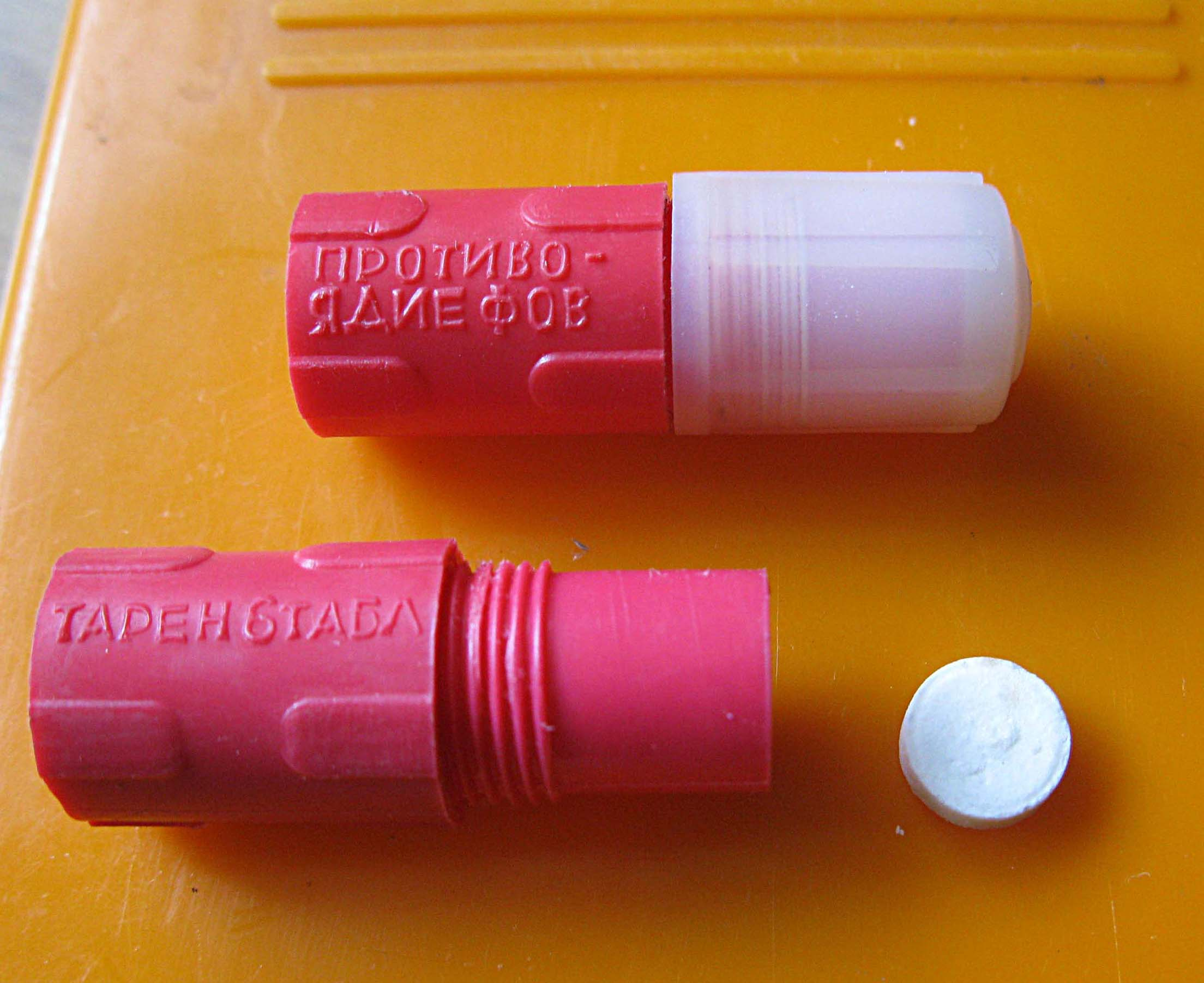
Пенал для хранения и таблетка тарена из советской аптечки АИ-2

Тарен (торговое наименование, в некоторых источниках также встречается под названием «Амизил», МНН: бенактизин) — лекарственное средство из группы М-холиноблокаторов с центральным и периферическим действием. Применяется в неврологической и психиатрической практике, а также известен как антидот при отравлениях фосфорорганическими соединениями. Не следует путать Тарен с препаратом Апрофен, поскольку это разные вещества с отличающимися фармакологическими свойствами.

## История
Препарат был разработан и применялся в СССР как одно из средств для защиты военнослужащих от поражения боевыми отравляющими веществами (в частности, фосфорорганическими).
В составе индивидуальных аптечек (например, аптечка индивидуальная АИ-2) «Тарен» указывался как антидот для экстренного применения при признаках отравления нервно-паралитическими веществами.

## Химические свойства и форма выпуска
Действующее вещество «Тарена» — бенактизин (benactyzine). По химической структуре относится к третичным аминам, что обеспечивает ему хорошую проникающую способность через гематоэнцефалический барьер и центральное антихолинергическое действие. Выпускается в форме таблеток, а также встречаются упоминания об ампулах или специальных автоинъекторах для военных нужд.

## Фармакологическое действие
- Обладает выраженным центральным и периферическим антихолинергическим действием.

- Снижает тонус гладкой мускулатуры внутренних органов (бронхов, ЖКТ, мочевыводящих путей), уменьшает секрецию желез (слюнных, бронхиальных и др.).

- В центральной нервной системе может оказывать седативный и анксиолитический (противотревожный) эффект, что используется в психиатрической практике.

- В токсикологии рассматривается как антидот при отравлении фосфорорганическими веществами, поскольку блокирует избыточное влияние ацетилхолина на М-холинорецепторы.

## Показания к применению
- Неврологические заболевания, сопровождающиеся повышенным тонусом мышц и гиперкинезами.

- Психические расстройства (например, тревожность, психозы), в составе комплексной терапии.

- Отравления или подозрения на отравления фосфорорганическими инсектицидами и боевыми отравляющими веществами.

- В некоторых случаях используется для премедикации (снижения секреции желез и рефлекторной возбудимости) перед хирургическими вмешательствами.

## Противопоказания
- Глаукома (особенно закрытоугольная форма), так как повышение внутриглазного давления при приёме М-холиноблокаторов может привести к обострению.

- Тяжёлые формы гипертонии, ишемической болезни сердца и других сердечно-сосудистых заболеваний (по причине возможной тахикардии).

- Нарушения мочеиспускания (аденома предстательной железы) без консультации с врачом.

- Миастения (в ряде случаев М-холиноблокаторы могут усугубить мышечную слабость).

- Индивидуальная непереносимость бенактизина или вспомогательных веществ препарата.

## Побочные эффекты
Как и другие М-холиноблокаторы, «Тарен» может вызывать:
- Сухость во рту, затруднение глотания.

- Тахикардию, возможные нарушения сердечного ритма.

- Расширение зрачков, нарушение аккомодации, повышение внутриглазного давления.

- Головокружение, сонливость, в некоторых случаях возбуждение или спутанность сознания.

- Задержку мочеиспускания.

## Механизм действия как антидот
При отравлении фосфорорганическими соединениями происходит блокада фермента ацетилхолинэстеразы, что приводит к накоплению ацетилхолина и чрезмерной стимуляции холинорецепторов. «Тарен», являясь М-холиноблокатором, ослабляет эту чрезмерную стимуляцию в периферической и центральной нервной системе. При этом часто используется в комплексе с реактиваторами холинэстеразы (например, Дипироксим, Аллоксим и др.) для более эффективного выведения пострадавшего из холинергического криза.